# Тиртови

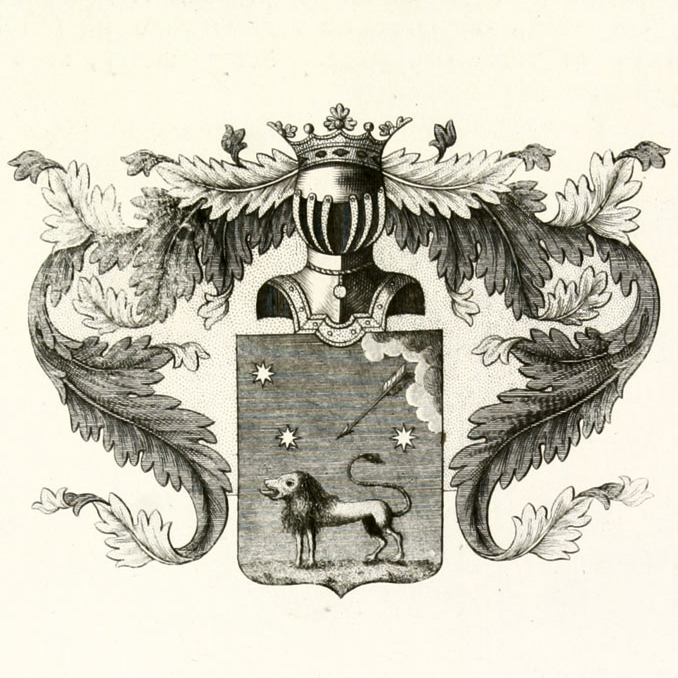
Герб роду Тиртових

Тиртови — старовинний дворянський рід, що походить від Гаврила Семеновича Тиртова,який був посланником до Сафа-Гирея, хана кримського(1543) і вбитого 1548 року в бою з татарами.
Його син Тихон був сотенним головою в лівонському поході 1558 р. В XVI і XVII століттях кілька Тиртових були воєводами. Яков Іванович Тиртов був генерал-лейтенантом при Павлі І. Його внучаті племінники: Павло Петрович і Сергій Петрович. Рід Тиртових внесено в VI та II частини родословних книг Тверської, Новгородської, Псковської та Московської губерній.

## Відомі представники
Тиртов,Павло Петрович—(1838—1903)—російський флотоводець, адмірал, з 1896 року — Керуючий Морським міністерством і член Державної Ради.
Тиртов, Сергій Петрович — (1839—1903) — російський віце-адмірал. Іменем С. П. Тиртова названа гора в затоці Лаврентія (Берингове море).

## Опис герба
У блакитному полі з лівої сторони видно вилітаючу з хмар срібну стрілу;під нею зображено три срібні зірки та золотий лев, що йде по землі направо.